# (100731) Ara Pacis
(100731) Ara Pacis est un astéroïde de la ceinture principale.

## Description
(100731) Ara Pacis est un astéroïde de la ceinture principale. Il fut découvert le 18 février 1998 à Colleverde par Vincenzo Silvano Casulli. Il présente une orbite caractérisée par un demi-grand axe de 2,78 UA, une excentricité de 0,16 et une inclinaison de 12,9° par rapport à l'écliptique.
Il est nommé d'après le monument de la Rome Antique, l'autel Ara Pacis.